# Mario Lanaro
Mario Lanaro (Malo, 1957) è un direttore di coro e compositore italiano.

## Biografia
Mario Lanaro è organista (allievo di Renzo Buja), direttore di coro e orchestra. Svolgeva attività didattica al Conservatorio di Verona (dal 1993 fu titolare della cattedra di Esercitazioni Corali), dopo aver insegnato nei conservatori di Rovigo, Trento e Riva del Garda. 
Da giovanissimo ha iniziato la sua carriera come direttore di coro, ottenendo già prima dei vent’anni quattro vittorie ai concorsi corali nazionali di Vittorio Veneto, Adria e Ivrea col Gruppo Corale Valleogra di Schio, che dirige dal 1975 al 1981. 
Dirige inoltre il coro della Brigata Alpina Julia (1981-82), la Schola Cantorum di Malo (1975-97), il Concentus Vocalis (Vicenza), lo Studio Corale di Verona (1997-98) e il Collegium vocale "Amici del Conservatorio di Verona".
Nel 2008 ha diretto Pierino e il lupo di Prokof'ev con la voce recitante di Angelo Branduardi al nuovo Teatro Comunale di Vicenza. Nel 2005 ha diretto La traviata di Giuseppe Verdi a Pusan (Corea del Sud). 
Tiene laboratori e seminari corali in Italia e all'estero: dal 1996 al 2005 al Gubbio Festival, nel 2013 all'Accademia di Wroclaw, Polonia, nel 2018 all’Università di Miskolc, Ungheria). Nel 2015 e 2016 è docente al Festival di Primavera della Feniarco, dal 2014 al 2018 tiene corsi per la Federazione Cori dell’Alto Adige, la Federazione Italiana Pueri cantores, l’ASAC, l’ARCOVA, il Centro Coralità Nazionale CAI.
Interessato alla composizione corale ha ottenuto vari riconoscimenti. Collabora con varie case editrici tra cui Carrara, Elledici, A Coeur Joie e Sikorsky. In particolare la Casa Editrice Carrara ha pubblicato nel 2012 il metodo Esperienze corali.

## Attività artistica

### Premi e riconoscimenti
- Vittorio Veneto 1977
- Adria 1977, 1978, 1982
- Ivrea 1979
- Stresa 1985

- Tours (Francia) 1985 - Concorso Internazionale: segnalazione con pubblicazione di O magnum mysterium a 5 voci miste.
- Trieste 1989 - II Concorso USCI - I premio con La mia mama.
- Verona 2002 - IX Concorso di Composizione Corale AGC: I premio con La Fola, III premio con Requiameterna (cat. nuove composizioni).
- Conegliano 2002 - Premio “Castello d’Oro” (Corocastel Conegliano).[5]
- Verona 2004 - X Concorso di Composizione Corale AGC: I premio con Il saggio cacciatore (cat. nuove composizioni).[6]
- Piacenza 2006 - XX Premio ai Benemeriti della Coralità Italiana (Coro Montenero).
- Verona 2008
- Arezzo 2015 - 32º Concorso Polifonico Nazionale "Guido D’Arezzo": premio speciale per il miglior brano contemporaneo[7]

### Prime esecuzioni (coro, soli e orchestra)
- F. Battiato: Simonos Petra per coro maschile e sintetizzatore 1986 Trento - Festival Musica 900
- E. Macchi: Ai luoghi della luna per coro misto a 8 v. e due cori maschili - 1989 Trentino - Serate in castello
- G. G. Ferrari: Messa in Re per coro e orchestra (prima esecuzione in tempi moderni) 1991 Bolzano - Festival Musica Sacra
- R. Menichetti: Missa in Honorem Beati Ubaldi per soli, coro e orch. - 1997 Gubbio
- F. Biscione: Mamma Laser opera da camera
- M. Lenzi Magic Mouse operina - 2000
- A. Zanon: Effatà! Cantata per flauto, viola, violoncello, arpa, solisti e coro
- A. Provolo: Magnificat (prima esecuzione in tempi moderni) - 2001 Verona
- M. Lanaro: Il sogno di Afjm fiaba musicale per soli, coro di voci bianche e orchestra - 2001 Arzignano